# Erwin Stresemann
Erwin Stresemann (Dresde, 22 de noviembre de  1889-Berlín, 20 de noviembre de 1972) fue un naturalista, zoólogo, ornitólogo, profesor alemán. Fue uno de los ornitólogos más importantes del siglo XX.

## Biografía
Stresemann era hijo del farmacéutico Richard Stresemann y de Marie Dunkelbeck. Estudió Ciencias naturales desde 1908 (especialmente en zoología) en las universidades de Jena, Friburgo y Múnich, y fue desde 1910 hasta 1912 participante en la "II Expedición de Friburgo a las Molucas", que se llevó a cabo bajo la dirección del científico Karl Deninger (1878-1919).
De 1914 a 1918 realizó el servicio militar; y en 1918 estuvo activo en el Departamento de apoyo científico en la Colección Estatal Zoológica, de Múnich. En 1920 recibió su doctorado cum laude, con Richard von Hertwig (1850-1937), en la Universidad de Múnich.
A partir de 1921 fue puesto a cargo del "Departamento Aves" del Museo Humboldt de Historia Natural de Berlín, y alentó a un número de jóvenes científicos alemanes, como Ernst Mayr y Bernhard Rensch.
En 1930 fue nombrado profesor honorario en Berlín; y en 1946 como profesor de Zoología. De 1946 a 1959 fue director interino del Museo de Zoología de la Universidad Humboldt de Berlín.
Stresemann fue durante años (de 1922 a 1961) editor de la publicación Journal of Ornithology (por ese entonces llamada Journal für Ornithologie).
Estuvo casado de 1916 a 1939 con Elisabeth Deninger, hermana de su compañero de expediciones Karl Deninger. La pareja se divorció en 1939 y Stresemann se casó en 1941 con Vesta Grote.

## Algunas publicaciones

### Libros y volúmenes
- Die Paulohisprache. Ein Beitrag zur amboinischen Sprachengruppe. M. Nijhoff, ’s-Gravenhage 1918.

- Avifauna Macedonica. Die ornithologischen Ergebnisse der Forschungsreisen, unternommen nach Mazedonien durch Prof. Dr. Doflein und Prof. L. Müller ... in den Jahren 1917 und 1918. Dultz & Co. Múnich 1920.

- Die Lauterscheinungen in den ambonischen Sprachen. D. Reimer, Berlín 1927.

- Aves. 1927 a 1934, en Manual de Zoología

- 1951. Entwicklung der Ornithologie (Desarrollo de la Ornitología) . Traducido al inglés en 1975.

- Die Entwicklung der Ornithologie, von Aristoteles bis zur Gegenwart. F. W. Peters, Berlín 1951.

- Exkursionsfauna von Deutschland. 3 v. Volk und Wissen, Berlín, 1955.

- Con Leonid Alexandrowitsch Portenko. Atlas der Verbreitung palaearktischer Vögel. Akademie-Verlag, Berlín 1960.

- Stresemann, E (autor); GW Cottrell (ed.) HJ Epstein (traductor). 1975. Ornithology: From Aristotle to the Present. Ed. Harvard University Press. 444 p. ISBN 0-674-64485-9

- Exkursionsfauna für die Gebiete der DDR und der BRD. 8.ª ed. Berlín 1989.

## Honores
Stresemann fue Secretario General, y Presidente (desde 1949) y presidente honorario de la Sociedad Alemana de Ornitología.

## Abreviatura (zoología)
La abreviatura Stresemann  se emplea para indicar a Erwin Stresemann como autoridad en la descripción y taxonomía en zoología.

- La abreviatura «Stresem.» se emplea para indicar a Erwin Stresemann como autoridad en la descripción y clasificación científica de los vegetales.[1]